# Pseudomaso longipes
Pseudomaso longipes es una especie de araña araneomorfa de la familia Linyphiidae. Es el único miembro del género monotípico Pseudomaso.

## Distribución
Se encuentra en Nigeria.